# Municipio de Esmeralda
Municipio de Esmeralda är en kommun i Kuba.   Den ligger i provinsen Provincia de Camagüey, i den östra delen av landet, 500 km öster om huvudstaden Havanna. Antalet invånare är 29 953. Arean är 1 480 kvadratkilometer. Municipio de Esmeralda gränsar till Primero de Enero, Bolivia, Sierra de Cubitas, Camagüey, Municipio de Florida och Carlos Manuel de Céspedes. 
Terrängen i Municipio de Esmeralda är platt.